# الطرائف
الطرائف فی معرفة مذهب الطوائف اثری از سید بن طاووس در کلام و حدیث و دربارهٔ اثبات حق بودن شیعه و رد بر مخالفان آن است. ابن طاووس از نام مستعار در این کتاب بهره برده‌است. او برای استدلال در این کتاب از کتاب‌های غیرشیعه استفاده کرده‌است.